# جيمس مارفن هيرندون
جيمس مارفن هيرندون هو عالم متخصص في عدة مجالات. حصل على درجة البكالوريوس في الفيزياء عام 1970 من جامعة كاليفورنيا، سانت دييغو، وعلى درجة الدكتوراه في الكيمياء النووية عام 1974 من جامعة تكساس ايه آند إم. وبعد حصوله على الدكتوراه ظل هيرندون يعمل كباحث مساعد لمدة 3 سنوات لأساتذته: هانز سوس، وهارولد سي أوري في مجالي الجيوكيمياء والكيمياء الكونية في جامعة كاليفورنيا، سانت دييغو. وقد اصدرت مجلة «Current Biography» ملفًا شخصيًا خاصًا به، وخلعت عليه صحيفة واشنطن بوست لقب «العالم المتمرد».

## نظرياته عن الأرض
ومن بين نظريات هيرندون أن المادة التي تتكون منها نواة كوكب الأرض هي سليسيد النيكل (Nickel Silicide)؛ بينما الاعتقاد الشائع هو أنها تتكون من سبيكة من الحديد والنيكل. ومن ثم اقترح مؤخرًا وجود مفاعلات نووية انشطارية متكونة طبيعيًا في مركز كوكب الأرض وكواكب أخرى (مثل مفاعل أوكلو الذي اُكتشف في الجابون) ، واقترح أيضًا أن هذه المفاعلات النووية هي مصدر طاقة الكواكب الغازية في المجموعة الشمسية، وأنها تُعد أيضًا مصدر طاقة وآلية حدوث المجال المغناطيسي الأرضي. ويرى كذلك أن النجوم تتكون عن طريق التفاعل النووي الانشطاري.
وفي عام 2005، قام هيرندون بصياغة فرضية أطلق عليها اسم «ديناميكا تمدد الأرض»، زاعمًا أنها نظرية موحدة تجمع بين نظرية الصفائح التكتونية ونظرية تمدد الأرض. وزعم فيها أن كوكب الأرض كان في البداية عبارة عن كوكب غازي عملاق بحجم المشترى، ومن ثم فقد هذا الكوكب غلافه الجوي الغازي في حادث كارثي مصحوبًا بتمدد البقايا الحجرية من الكوكب بسبب إزالة الضغط الغازي. مما تسبب بدوره في ظهور تشققات وتصدعات على حواف القارات، وتمتلئ تلك التشققات بأحجار البازلت المتكونة في ظهور المحيطات.
وبناءًا على فرضياته السابقة، فقد تم قياس شدة تيار جسيمات النيوترينو الأرضية في مرصد «KamLAND» و«Borexino». وبناءًا على القياسات السابقة، فلو صحت الفرضية التي تزعم بوجود مفاعلات نووية انشطارية في نواة الأرض الداخلية، فإن هذه القياسات تضع قيودًا على قدرة هذه المعامل بحيث لا تتجاوز 3 تيرا واط.

## دعمه لنظرية مؤامرة الكيمتريل
ومؤخرًا قدم هيرندون دعمه لنظرية مؤامرة الكيمتريل، بل أنه قام بنشر عدة ورقات بحثية تمت مراجعتها من قبل متخصصين، وهي تدعي أن السحب الضبابية التي نراها في السماء هي عبارة عن رماد متطاير نتيجة احتراق الفحم يتم رشه في السماء لأغراض التحكم في المناخ (أو مجال هندسة المناخ، وهو مصطلح يشير عادة إلى محاولة منع أو تخفيف آثار الاحتباس الحراري، ولكن يقصد به هنا نظرية المؤامرة التي تدعي أن الحكومات تتحكم بالمناخ عن طريق رش مواد كيميائية). ولكن تم التراجع لاحقًا عن نشر ورقتين من بين أبحاثه بسبب وجود بعض الأخطاء. إلا أن هيرندون قد طعن في أسباب رفض أبحاثه، زاعمًا أن رفض تلك الأبحاث هي عبارة عن «مساعي منظمة بشكل جيد (وربما تكون من قبل ال CIA) لخداع العامة... وهذه المساعي المدبرة والمؤامرات التي أدت إلى رفض أبحاثي هي دليل كافٍ على أن المسؤلين الذين أمروا بعملية الرش على دراية تامة بحقيقة أنهم يقومون بتسميم البشرية، ولذلك يريدون أن يخفوا الحقائق».